# Francois Registre Gagnier
Francois Registre Gagnier, född 1796 i Prairie du Chien, Wisconsin, mördad där den 28 juni 1827, var en afro-kanadensisk jordbrukare i nuvarande Wisconsin.  Mordet på honom var den första händelsen i Winnebagokriget.

## Familjeliv
Gagnier gifte sig 1823 med Theresa Chalifoux i Prairie du Chien. De fick två barn, Francois (1824) och Maria Louisa (1826). Familjen bodde i en enrumsstuga strax söder om själva Prairie du Chien.

## Mordet
Den 28 juni 1827 var familjen värdar åt Red Bird och hans son samt två andra winnebagos. Efter att ha delat familjens bröd under två timmar, skar de halsen av Gagnier och dödade även hans dräng, Solomon Lipcap. Theresa lyckades få med sig Francois och springa från stugan. Den enda familjemedlem som var kvar i stugan var den åtta månader gamla dottern Maria Louisa, vilka winnebagos skalperade och lämnade som död. En granne som kom till stugan efter morden bar hem den lilla skalperade flickan till sig. Hon överlevde och fick i sin tid många barn. 